# Branchenverband Steinkohle und Nachbergbau
Der Branchenverband Steinkohle und Nachbergbau e. V. (kurz: bsn) ist ein deutscher Arbeitgeber- und Branchenverband mit Sitz in Essen. Er vertritt die wirtschafts-, sozial- und tarifpolitischen Interessen von Unternehmen im Bereich des Steinkohlenbergbaus und des Nachbergbaus in Deutschland.

## Geschichte
Der Verband wurde am 11. Dezember 1968 als Gesamtverband des deutschen Steinkohlenbergbaus in Essen gegründet, um allgemeine Belange und insbesondere die wirtschaftspolitischen und sozialpolitischen Interessen seiner Mitglieder nach außen zu vertreten. Am 9. Juli 2009 erfolgte der Eintrag des Gesamtverband Steinkohle e. V. ins Vereinsregister als eingetragener Verein.
Am 1. März 2021 wurde der Verband in Branchenverband Steinkohle und Nachbergbau e. V. (bsn) umbenannt. Die Umbenennung reflektiert den Strukturwandel in der Branche nach dem Ende des subventionierten Steinkohlenbergbaus in Deutschland.

## Aufgaben
Der Verband verfolgt laut Satzung das Ziel, die Belange seiner Mitglieder in wirtschafts-, und sozialpolitischen Fragen wahrzunehmen und zu fördern.
Er ist als Arbeitgeberverband tätig und agiert für seine tarifgebundenen Mitglieder als Tarifpartei. Darüber hinaus vertritt der Verband seine Mitglieder gegenüber politischen Institutionen, Behörden und der Öffentlichkeit.
Ein besonderer Fokus liegt auf dem Nachbergbau, insbesondere den Themen Grubenwasserhaltung, Bodenstabilität, Altlastensanierung und langfristiger Nachsorgeverpflichtungen.

## Mitgliedschaft
Mitglieder des bsn sind Unternehmen aus dem Bereich des ehemaligen Steinkohlenbergbaus sowie Nachbergbau, insbesondere Nachfolgegesellschaften der früheren Steinkohleförderer.

## Publikationen
Der bsn ist Herausgeber der technisch-wissenschaftlichen Fachzeitschrift Mining Report Glückauf, einer seit 1865 erscheinenden Publikation mit den Schwerpunktthemen Bergbau, Rohstoffe, Energie und Nachbergbau. Die Zeitschrift erscheint alle zwei Monate zweisprachig in Deutsch und Englisch.